# Oczeretnia (obwód winnicki)
Oczeretnia (ukr. Очеретня) – wieś na Ukrainie, w obwodzie winnickim, w rejonie winnickim, w hromadzie Pohrebyszcze. W 2001 liczyła 876 mieszkańców, spośród których 871 wskazało jako ojczysty język ukraiński, a 5 rosyjski